# Diego Sevilla
Diego Pablo Sevilla López (San Martín de la Vega, 4 marzo 1996) è un ciclista su strada e ciclocrossista spagnolo che corre per il Team Polti VisitMalta; è professionista dal 2021.

## Palmarès

### Strada
- 2014 (Juniores)

3ª tappa Vuelta al Besaya (Los Corrales de Buelna > Los Corrales de Buelna)
- 2015 (Specialized-Fundación Alberto Contador, una vittoria)

Gran Premio Primavera de Ontur
- 2016 (RH+-Polartec-Fundación Alberto Contador, due vittorie)

Trofeo Ayuntamiento de Zamora
3ª tappa Volta a Galicia (Sarria > Sarria)
- 2017 (Polartec-Fundación Alberto Contador, una vittoria)

2ª tappa Ruta de Los Castillos (Sabiote > Segura de la Sierra)

#### Altri successi
- 2016 (RH+-Polartec-Fundación Alberto Contador)

Classifica giovani Vuelta Ciclista a León
- 2017 (Polartec-Fundación Alberto Contador)

Lazkaoko Proba
Classifica scalatori Ruta de Los Castillos
- 2018 (Polartec Kometa)

Classifica scalatori Tour La Provence
- 2022 (Eolo-Kometa Cycling Team)

Classifica traguardi volanti Vuelta a Andalucía
- 2024 (Team Polti Kometa)

Classifica scalatori Vuelta a Burgos

## Piazzamenti

### Grandi Giri
- Giro d'Italia

2023: 96º

### Classiche monumento
- Milano-Sanremo

2022: 65º
2023: 99º
2024: 51º
- Giro di Lombardia

2023: 71º

### Competizioni mondiali
- Campionati del mondo di ciclocross

Hoogerheide 2014 - Junior: 17º
- Campionati del mondo su strada

Ponferrada 2014 - In linea Junior: 69º

### Competizioni europee
- Campionati europei su strada

Herning 2017 - In linea Under-23: 29º